# Tanystylum nesiotes
Tanystylum nesiotes là một loài nhện biển trong họ Ammotheidae. Loài này thuộc chi Tanystylum. Tanystylum nesiotes được miêu tả khoa học năm 1970 bởi Child.